# 京基智农
深圳市京基智农时代股份有限公司（英語：SHENZHEN KINGKEY SMART AGRICULTURE TIMES CO.,LTD；深交所：000048，简称：京基智农），原名深圳市康达尔（集团）股份有限公司，是中国深圳证券交易所的一家上市公司，主营业务范围包括：制造业、食品加工业、粮食及饲料加工业。公司总股本为39076.867万股（2011年）。
公司总部位于深圳市罗湖区深南东路5016号京基一百大厦A座71层7101，法人代表为罗爱华。
在证券交易市场中，该公司以2000年吕梁操纵股价的“中科创业事件”而为人所知。